# Фольклористика
Фольклори́стика — наука, що вивчає фольклор: його сутність, тематику, специфіку, закономірності, особливості та взаємозв'язок з іншими видами мистецтва.

## Завдання
Досліджує загальнотеоретичні проблеми фольклору, історії фольклору та фольклористики, закономірностей і динаміки розвитку поетики, жанрів і видів художнього відтворення дійсності, генези художнього мислення, ідейно-художньої структури міфологічного мислення у традиційній культурі, ритуального контексту фольклорної жанрології, фольклоризму певного етапу літературного процесу чи творчості окремого письменника.
- вивчення системи жанрів фольклору;
- типологія художньої структури народнопоетичних творів;
- еволюція символіки й образності;
- традиції і новаторство народного поетичного мислення;
- контамінація української дуалістичної традиції та християнства у фольклорі;
- історія вивчення розвитку жанрових систем фольклору;
- фольклорно-літературні взаємини; синхронний та діахронний підходи;
- фольклоризм у літературі;

## Галузі
Галузі дослідження:
- історіографія;
- джерелознавство;
- текстологія варіантів;
- етнопсихологія народної культури;
- історичне побутування видів і жанрів фольклору;
- народна версифікація;
- вивчення регіонального побутування зразків народної поетичної творчості;
- формування художніх систем жанрів фольклору;
- психологія художнього образного мислення українців;
- проблема генофонду образів українського фольклору;
- проблеми авторства народних пісень літературного походження;
- творчий процес у фольклорі;
- культурно-цілісний вимір еволюційного розвитку у сучасному фольклорі;
- сучасна інтердикція фольклору до формування національної свідомості.

## Фольклористи

### Україна
- Максимович Михайло Олександрович
- Боровиковський Левко Іванович
- Осип Максимович Бодянський
- Вагилевич Іван Миколайович
- Шашкевич Маркіян Семенович
- Головацький Яків Федорович
- Куліш Пантелеймон Олександрович
- Драгоманов Михайло Петрович
- Гатцук Микола Олексійович
- Франко Іван Якович
- Гнатюк Володимир Михайлович
- Широцький Кость Віталійович
- Грушевський Михайло Сергійович
- Зінчук Микола Антонович
- Квітка Климент Васильович
- Метлинський Амвросій Лук'янович
- Ніщинський Петро Іванович
- Номис Матвій
- Потебня Олександр Опанасович
- Ревуцький Дмитро Миколайович
- Колесса Філарет Михайлович
- Рудченко Іван Якович
- Дмитренко Микола Костянтинович
- Дунаєвська Лідія Францівна
- Павлов Олег Данилович
- Шурко Леонід Терентійович
- Івановська Олена Петрівна
- Копаниця Любов Миколаївна
- Наумовська Олеся Владиславівна
- Ніговський Михайло Васильович
- Предславич Леонід Юліанович
- Гарасим Ярослав Іванович
- Пилипчук Святослав Михайлович
- Вовчак Андрій Степанович
- Дубравін Валентин Володимирович
- Гончар Іван Макарович
- Гончар Петро Іванович
- Коцур Ольга Сергіївна

### Японія
- Янаґіта Куніо